# Bagiewnik ciemnobrzuchy
Bagiewnik ciemnobrzuchy (Amaurornis magnirostris) – gatunek średniej wielkości ptaka z rodziny chruścieli (Rallidae). Opisany po raz pierwszy w 1998, występuje endemicznie na wyspie Karakelong (Wyspy Talaud). Narażony na wyginięcie.

## Taksonomia
Gatunek został odkryty przez Franka R. Lamberta na przełomie sierpnia i września 1997. Holotyp został odłowiony 15 sierpnia 1996, nie określono jego płci; przekazany został do muzeum w Bogor (Indonezja). Odkupiono go od myśliwego, który odstrzelił go we wschodniej części wyspy (4°14′N 126°51′E/4,233333 126,850000) na wysokości poniżej 100 m n.p.m. Najbliższy pod względem morfologii jest bagiewnik oliwkowy (A. olivacea), niektórzy autorzy uznawali bagiewnika ciemnobrzuchego za jego podgatunek. Gatunek monotypowy.

## Morfologia
Długość ciała wynosi blisko 30,5 cm. Masa ciała jest nieznana, według autorów Handbook of the Birds of the World może wynosić około 250 g. Wymiary holotypu: długość dzioba 45 mm, długość skoku 62 mm, szerokość czaszki w najszerszym miejscu: 25,5 mm. Jest to ciemno upierzony, krzepki ptak ze stosunkowo mocnym dziobem. Głowa ciemnobrązowa, wierzch ciała intensywnie ciemnobrązowy, spód ciała ciemnoszary, boki i nogawice upierzone podobnie jak wierzch ciała. Dziób jasnozielony, nogi oliwkowobrązowe, z przodu żółte.

## Zasięg występowania
Gatunek endemiczny, występuje na Karakelong (Wyspy Talaud, Indonezja).

## Ekologia i zachowanie
Środowiskiem życia bagiewnika ciemnobrzuchego są lasy, jednak (mniej licznie) występuje również m.in. w zakrzewieniach i zapuszczonych plantacjach do 3 km od skraju lasu. Odnotowano również te ptaki na mokradłach. Głos gatunku przypomina odgłosy wykonywane przez żaby. Ptak zdawał się być zaciekawiony obserwatorem. Wiadomo, że bagiewnik ciemnobrzuchy jest sympatryczny wobec bagiewnika szaropierśnego (A. moluccana). Brak informacji dotyczących żerowania i rozrodu.

## Status i zagrożenia
IUCN uznaje gatunek za narażony na wyginięcie (VU, Vulnerable) od 2007 roku (stan w 2016). Liczebność populacji szacuje się na 2500–9999 dorosłych osobników. Zagrożeniem dla gatunku jest wylesianie – na Karakelang pozostało około 350 km² lasów rosnących na dwóch obszarach chronionych. Są one jednak pozbawione odpowiedniego nadzoru i tym samym zagrożone przekształcaniem przez rolnictwo, nielegalną wycinką i pożarami. Oprócz tego zagrożenie mogą stanowić sprawdzone szczury ryżowiskowe (Rattus argentiventer).